# Heliaeschna crassa
Heliaeschna crassa – gatunek ważki z rodziny żagnicowatych (Aeshnidae).